# Обжа
О́бжа — единица площади для поземельного налога в Новгородской земле в XV—XVI веках. Равнялась площади земли, которая вспахивалась с помощью одной лошади в течение одного светового дня.

На вопрос Ивана III новгородцам, что́ их соха, они отвечали: 
3 обжа соха, а обжа один человек на одной лошади орет
Обжами называли держальни (рукояти плужные или сошные), укрепляемые ко градилю или к рассохе, то есть этимология сходна подобным единицам поземельного налога, см. например соха (единица измерения).
В конце XV века новгородская соха равнялась 3 обжам. Московская — 10 новгородским и являлась податным округом разных размеров в различных районах государства.
В 1556 году поместье в 16 обеж заменено 300 московскими четвертями, что составило по 20 четвертей на обжу — в 1593 году 7 обеж без трети равнялись 67 четвертям без трети; здесь на обжу приходится 10 четвертей. От 1568 года имеем пример зачета обжи вдвое: один участок в Осначевской деревне значится по оброчной сотной в треть обжи, а по купчей в три четверти обжи. Межевыми инструкциями 1754 и 1766 годов велено мерить на обжу по 10 четвертей или 5 десятин в поле. В XVI веке также существовала ещё малая обежка.
Аналогом обжи в европейских мерах площади является морг. 

Русская земледельческая пословица:
обжа мокра — во ржи метла